# Shunosaurus
Shunosaurus (tiếng Trung:蜀龍屬, Chi Thục Long, nghĩa là "thằn lằn Thục"), là một chi khủng long dạng chân thằn lằn sinh sống trong thời gian từ Trung Jura (hóa thạch có trong các tầng Bath–Callov tại tỉnh Tứ Xuyên của Trung Quốc, khoảng 170 triệu năm trước). Tên gọi khoa học có nguồn gốc từ "Thục", tên gọi thời cổ đại để chỉ vùng đất là Tứ Xuyên ngày nay. Nó được thu thập từ thành hệ Hạ Sa Khê Miếu (沙溪庙) tại Đại Sơn Phố, Tự Cống, Tứ Xuyên. Nó chia sẻ môi trường sống Trung Jura tại khu vực này với các dạng khủng long chân thằn lằn khác như Datousaurus, Omeisaurus và Protognathosaurus, có thể là với cả khủng long chân chim như Xiaosaurus và khủng long dạng Stegosaur như Huayangosaurus, cũng như với khủng long chuyên ăn thịt như chi Gasosaurus.

## Phát hiện và loài

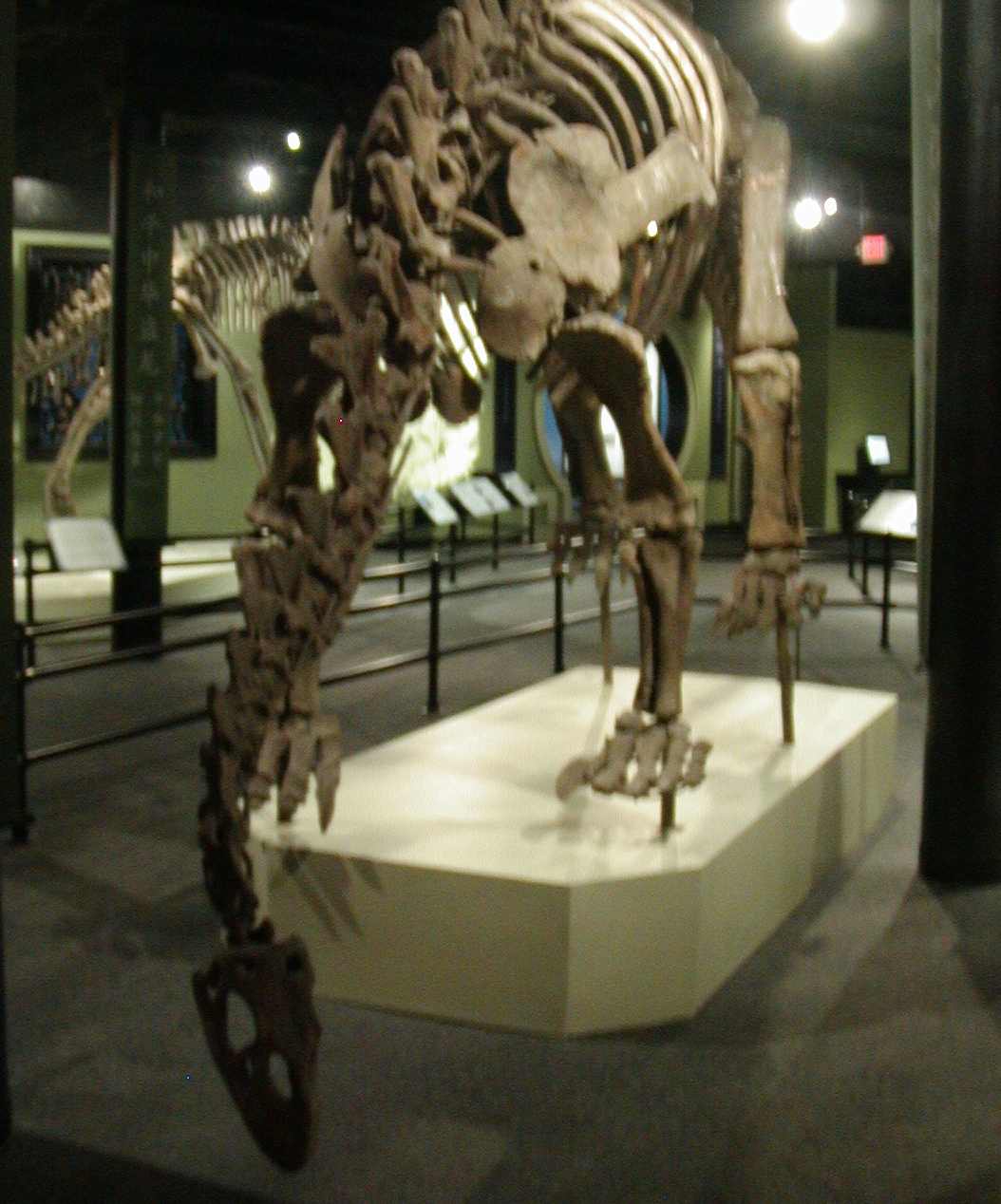
Bộ xương của Shunosaurus lii, Viện Bảo tàng Lịch sử Tự nhiên Bắc Kinh.

Lần đầu tiên được miêu tả năm 1983, Shunosaurus hiện nay dược biết đến từ một vài bộ xương hoàn chỉnh hay gần hoàn chỉnh, làm cho nó trở thành một trong các nhóm khủng long chân thằn lằn được biết rõ nhất về mặt giải phẫu. Loài điển hình (S. lii) được Dong, Zhou và Zhang miêu tả năm 1983. Loài thứ hai, "S. ziliujingensis", hiện vẫn chưa được miêu tả chính thức và vẫn ở tình trạng nomen nudum. Các bộ xương Shunosaurus được trưng bày tại Viện Bảo tàng Khủng long Tự Cống tại Tự Cống, Tứ Xuyên và Viện Bảo tàng Lịch sử Tự nhiên Bắc Kinh.

## Phân loại
Shunosaurus được phân loại như là thuộc nhóm khủng long chân thằn lằn thật sự cơ sở. Nó có quan hệ họ hàng với Rhoetosaurus từ Queensland ở Úc.

## Cổ sinh học
Dài khoảng 10 m, Shunosaurus có cổ tương đối ngắn (đối với khủng long chân thằn lằn) và có hộp sọ ngắn và sâu, với các răng hình thìa tương đối khỏe. Năm 1989, người ta phát hiện thấy đuôi nó kết thúc ở dạng dùi cui, có lẽ được dùng để đẩy lui các kẻ thù.